# Latah (Washington)
Latah je gradić u američkoj saveznoj državi Washington. Prema popisu stanovništva iz 2010. u njemu je živjelo 183 stanovnika.